# البرنامج الوراثي
(بالإنجليزية: genetic program)‏ هو تغير فسيولوجي للخلية بسبب نمط من التنشيط الصدغي لمجموعة ثانوية من الجينات. هو المسؤول عن انتقال الصفات الوراثية من الوالدين إلى أبنائهم والموجودة على الصبغيات على شكل وحدات مزدوجة وتسمى الجينات.
أي أن البرنامج الوراثي هو مقر المعلومات الوراثية وهو المسؤول عن نقل الصفات الوراثية إلى الأبناء داخل نواة الخلية أي هو مجموع المعومات التي يورثها الاباء للأبناء والتي تضمن بناء العضوية وتحدد الصفات الفردية والموجودة داخل النواة
والبرنامج الوراثي محمول على 46 صبغي عند الإنسان.
تحتوي نواة الخلية على شبكة متراصة من الخيوط الدقيقة أشبه ما تكون بكرة الصوف الملفوف تسمى هذه الخيوط بالصبغيات أو الكروموسومات، والخيط الواحد يتكون من خيطين متماثلين في الشكل والطول ويرتبطان مع بعض في نقطة واحدة كما في الشكل. الخيط الصبغي مكون من عدد من الصفوف تسمى المورثات أو الجينات، ويتراوح عدد المورثات في الخيط الصبغي بين 1000 و 10000 مورث وذلك حسب طول الصبغي. وكل مورث من هذه المورثات يحتوي على معلومات تحدد صفة وراثية واحدة وتحتوي كل مورثة على أليلين أو أكثر. إذن مقر البرنامج الوراثي هو المورثات المحمولة على الصبغيات، والتي تتواجد في نواة الخلايا.